# Havaika gillespieae
Havaika gillespieae là một loài nhện trong họ Salticidae. Loài này được phát hiện ở Hawaii.